# La tabacchiera dell'imperatore
La tabacchiera dell'imperatore (titolo originale The Emperor's Snuff-Box) è un romanzo del mistero di John Dickson Carr, pubblicato nel 1942. 

## Trama
Eve Neill ha appena divorziato dal marito Ned Atwood, un uomo affascinante ma irresponsabile, e va a vivere a La Bandelette, una cittadina francese sulla costa della Manica, frequentata da molti turisti inglesi e americani. Qui incontra Toby Lawes, dirigente della filiale locale di una banca inglese, che vive con la sua famiglia nella casa di fronte a quella di Eve, e si fidanza con lui. Una notte, però, il suo ex marito, appresa la notizia del fidanzamento, si introduce in casa di Eve e tenta di convincerla a tornare con lui, minacciando in caso contrario di creare uno scandalo. Eve, terrorizzata, tenta in ogni modo di impedire che la famiglia Lawes senta il rumore del litigio; ma quando si affaccia alla finestra, assiste a uno spettacolo terribile. Dall'altro lato della strada, attraverso la finestra illuminata del suo studio, è ben visibile il cadavere di Sir Maurice Lawes, il padre di Toby, ucciso da un colpo di attizzatoio alla testa. Eve riesce a convincere Ned ad andarsene, ma l'uomo cade dalle scale, riportando una commozione cerebrale e perdendo in abbondanza sangue dal naso, che macchia la camicia da notte della ex moglie. Per un diabolico concorso di circostanze, inoltre, Eve rimane chiusa fuori di casa; il sangue sulla camicia da notte la rende agli occhi della polizia la principale sospettata e, a completare le cose, Ned Atwood, che potrebbe provare il suo alibi, è entrato in coma e ci sono scarse speranze che si riprenda. Sarà uno psichiatra inglese in vacanza, il dottor Dermot Kinross, a interessarsi del caso e a capire che la chiave dell'enigma è un'antica tabacchiera a forma di orologio, cimelio dell'epoca napoleonica, facente parte della collezione del defunto Sir Maurice.

## Personaggi principali
- Eve Neill - una donna affascinante
- Ned Atwood - suo ex marito
- Toby Lawes - fidanzato di Eve
- Sir Maurice Lawes - padre di Toby
- Helena Lawes - sua moglie
- Janice Lawes  - sua figlia
- Benjamin Phillips - suo cognato, fratello di Helena
- Yvette Latour - cameriera di Eve Neill
- Prue Latour - sorella di Yvette, amante di Toby Lawes
- M. Goron - prefetto di polizia
- M. Vautour - giudice istruttore
- Dermot Kinross - psichiatra

## Critica
"La tabacchiera dell'imperatore è relativamente breve, e la trama ruota intorno a un unico punto, non facile da dimenticare: perciò va a onore del libro che una seconda lettura sia godibile quanto la prima. Carr è stringato (213 pagine) e conciso; l'abitudine che acquisì successivamente di descrivere le cose per mezzo del dialogo qui non si evidenzia. I personaggi hanno abbastanza profondità da renderli convincenti e, anche se dopo l'omicidio accade relativamente poco, la trama si muove con rapidità sufficiente a mantenere l'interesse del lettore. Ci sono un paio di coincidenze che, a una riflessione più approfondita, sembrano un po' tirate per i capelli, ma Carr le mette sul piatto con gusto e al momento giusto, che è ciò che conta, e la falsa pista è di prima classe."

## Opere derivate
Dal romanzo fu tratto il film inglese del 1957 That Woman Opposite, diretto da Compton Bennett, con Phyllis Kirk nella parte di Eve Atwood, Dan O'Herlihy in quella del dottor Kinross, Wilfrid Hyde-White in quella di Sir Maurice Lawes e 
Petula Clark nel ruolo di Janice Lawes.

Nel 1983 fu realizzato per la televisione giapponese il film Mado no naka no satsujin (Omicidio dentro una finestra), diretto da Yoshio Inoue.

## Edizioni italiane
- La tabacchiera dell'imperatore, traduzione di Alberto Tedeschi, Collana Il Giallo n.13, Milano, Arnoldo Mondadori Editore, ottobre 1946. - I Capolavori dei gialli n.55, Mondadori, 1956; Biblioteca del giallo n.25, Mondadori, 1965; Prefazione e postfazione di Ranieri Carano, Collana Oscar del giallo n.2, Mondadori, 1975; I Classici del Giallo n.590, Mondadori, settembre 1989; I Classici del Giallo n.1462, Mondadori, novembre 2022.